# Rhagadostoma lichenicola
Rhagadostoma lichenicola är en lavart som först beskrevs av De Not., och fick sitt nu gällande namn av Keissl. 1930. Rhagadostoma lichenicola ingår i släktet Rhagadostoma och familjen Nitschkiaceae.  Arten är reproducerande i Sverige. Inga underarter finns listade i Catalogue of Life.